# Chiesa di San Lazzaro dei Mendicanti
La chiesa di San Lazzaro dei Mendicanti è un edificio religioso di Venezia, situato nel sestiere di Castello, affacciato sul rio omonimo.

## Storia
Già dal 1224 era presente nel sestiere di Dorsoduro un ospedale dedicato ai lebbrosi, intitolato al loro santo protettore, san Lazzaro mendicante, presso la parrocchia di San Trovaso.
Nel 1262 l'ospedale fu trasferito su un'isola della Laguna di Venezia, chiamata, per questa sua funzione, lazzaretto o Isola di San Lazzaro.
Nel 1500, grazie alle bonifiche effettuate per costruire la chiesa dei Santi Giovanni e Paolo, basilica dal XIX secolo, venne ricavato uno spazio per ospitare un ospizio, intitolato a san Lazzaro.
In poco tempo divenne anche un centro di aggregazione per la musica, importantissimo a Venezia.
Per questa chiesa, nel 1793, il compositore Simon Mayr scrisse Sisara, un oratorio in due parti.
Ora essa è diventata la cappella dell'Ospedale Civile di Venezia.

## Descrizione

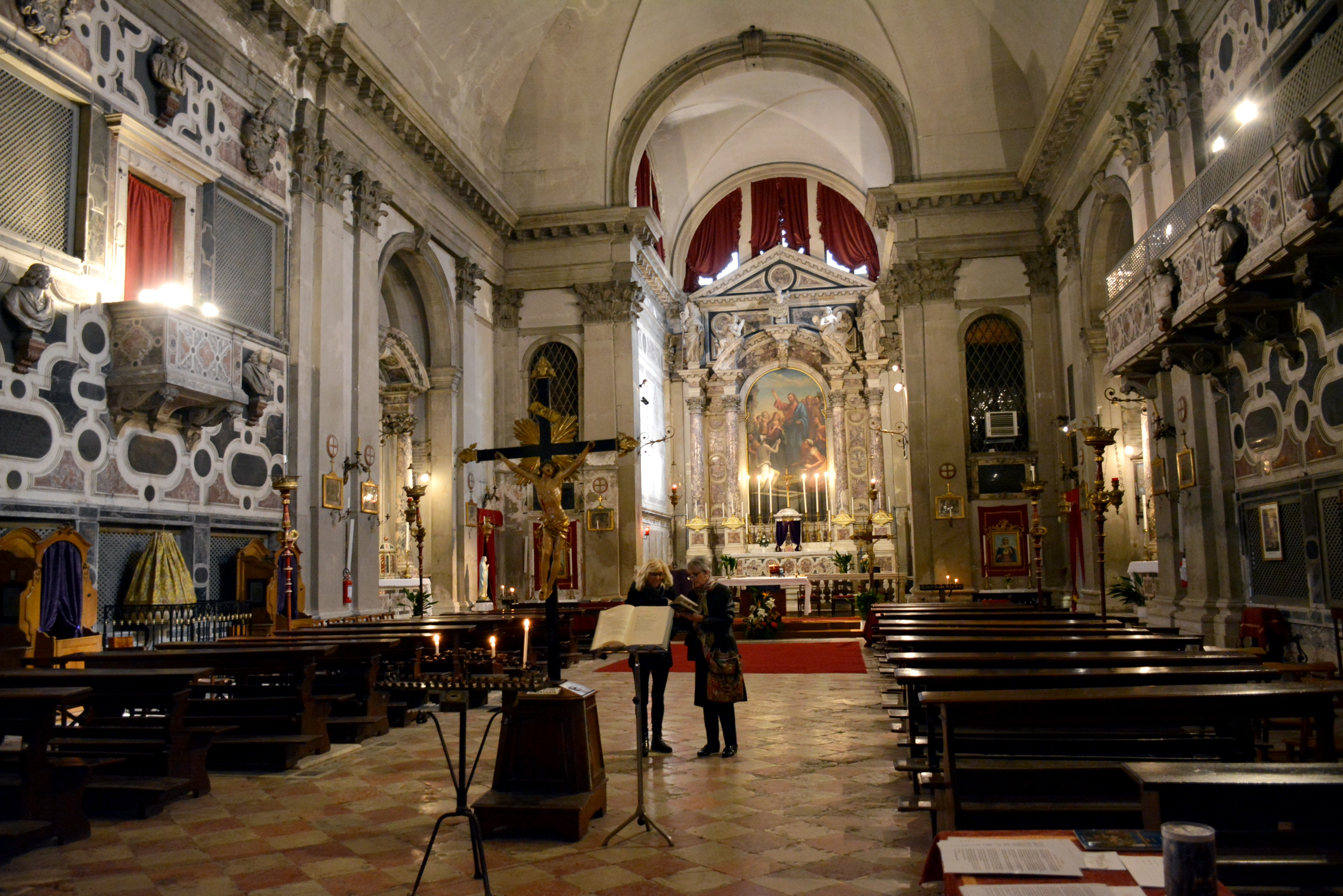
L'interno

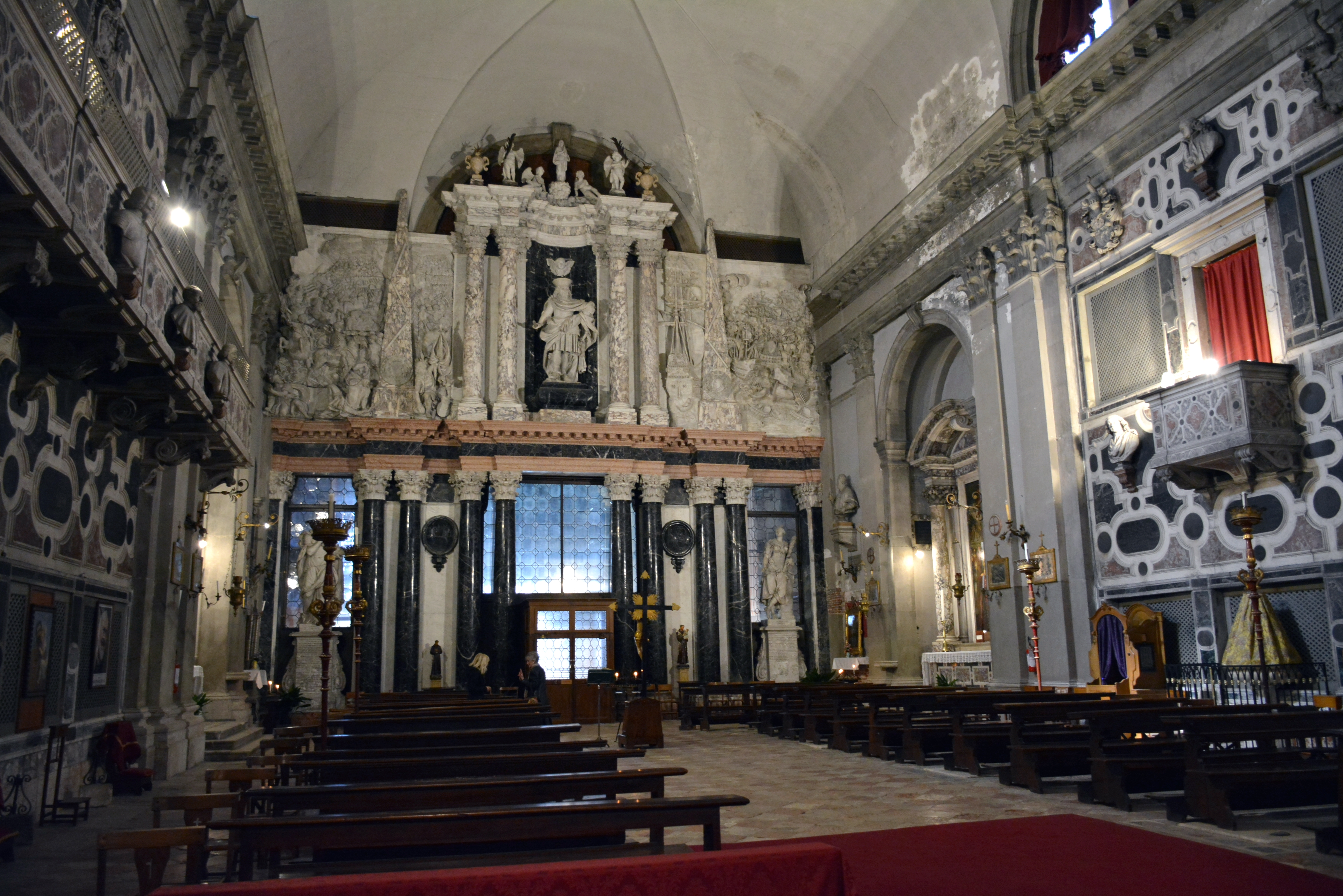
Monumento funebre al condottiero Alvise Mocenigo

Iniziato nel 1601 su disegno di Vincenzo Scamozzi, che disegnò la chiesa all'interno della ali della fabbrica, come fece Palladio per la chiesa delle Zitelle.
Venne ultimata nel 1631, ma la facciata risale al 1673 ed è opera di Giuseppe Sardi. Costruita in un solo ordine, con colonne composite che si innalzano su alti piedistalli, sul frontone triangolare notiamo tre statue.
Risulta particolare per l'ampio vestibolo fra l'ingresso e l'interno della chiesa, che permetteva di isolarla dai rumori esterni durante i concerti.
Qui è ospitato il monumento funebre al condottiero Alvise Mocenigo, morto per difendere Candia dai Turchi nel 1654. In stile barocco venne eseguita da Giuseppe Sardi, e lo rappresenta con le vesti di ammiraglio.
La pianta della chiesa è ad una sola navata, con in fondo un grande presbiterio quadrato. 
Sulla parete a destra, di Paolo Veronese XVI secolo, Cristo in croce, la Vergine e San Giovanni, e sul secondo altare Sant'Orsola e le undici vergini di Jacopo Tintoretto, XVI secolo.